# Адамс, Эбу
Эбрима «Эбу» Адамс (англ. Ebrima «Ebou» Adams; род. 15 января 1996, Гринвич, Большой Лондон) — гамбийский Футболист, центральный полузащитник клуба «Дерби Каунти» и сборной Гамбии.

## Клубная карьера
Эбу Адамс начал свою карьеру в академии клуба «Орпингтон», где играл с 2006 по 2010 год. Также игрок прошёл через академию «Дартфорда» с 2010 по 2014 год.
26 апреля 2014 года Адамс дебютировал за основной состав клуба «Дартфорд», сыграв 29 минут в поражении от «Нанитон Таун» со счетом 3–1. 
14 сентября 2014 года он присоединился к клубу Истмийской лиги «Уолтон Кэжуалс» на правах аренды вместе с товарищами по команде «Дартфорд» Кираном Скантлбери и Боде Анидугбе.
1 февраля 2016 года Эбу присоединился к «Норвич Сити» по 18-месячному контракту за нераскрытую плату, что стало рекордной продажей «Дартфорда». Он сразу же присоединился к команде U-23 и дебютировал в молодежной команде, проиграв со счетом 7—0 молодёжной команде «Манчестер Юнайтед», в которую входили Серхио Ромеро, Фил Джонс и Мемфис Депай.
В декабре 2016 года гамбиец перешёл в клуб Национальной лиги «Брейнтри Таун» на правах аренды. 17 декабря он дебютировал со скамейки запасных в матче против «Гейтсхеда», который закончился вничью со счетом 1–1. Позже игрок провёл полные 90 минут в победе над «Борем Вуд» со счетом 1—0. Три дня спустя, Адамс получил красную карточку и был отстранён на 73-й минуте победы над «Дагенемом энд Редбриджем» со счетом 3–2. Дисквалификация на три игры означала, что он не мог снова выступать во время аренды.
26 июня 2017 года он перешел в команду Лиги 1 «Шрусбери Таун» на правах шестимесячной аренды. После того, как Адамс был назван неиспользованной заменой в день открытия сезона, дебют Адамса – выход из Кубка АФЛ со счетом 2–1 против «Ноттингем Форест» – оказался его единственным поражением в клубе.
8 января 2018 года футболист вернулся в «Норвич Сити».
9 января 2018 года он перешёл в аренду на оставшуюся часть сезона за команду Национальной лиги «Лейтон Ориент».
1 июня 2018 года Адамс перешёл в команду Национальной лиги «Эббсфлит Юнайтед».
18 июня 2019 года Адамс перешёл в клуб Лиги 2 «Форест Грин Роверс» по двухлетнему контракту. Позже контракт был продлён ещё на год.
13 мая 2022 года было объявлено, что 1 июля Адамс присоединится к клубу АФЛ «Кардифф Сити» по трёхлетнему контракту.
31 января 2024 года Адамс присоединился к «Дерби Каунти» из Лиги 1 на правах аренды до конца сезона 2023–24.
17 июля 2024 года Адамс присоединился к «Дерби Каунти» на постоянной основе за нераскрытую сумму трансфера, подписав трёхлетний контракт.

## Международная карьера
Эбу Адамс дебютировал за сборную Гамбии в ноябре 2017 года против сборной Марокко Б.
Гамбия вышла в четвертьфинал Кубка африканских наций 2021, когда Эбу Адамс был в составе.

## Достижения
- Команда года по версии ПФА: Вторая лига 2021–22[24]

«Форест Грин Роверс»
- Лига 2: 2021/22[25]